# Jaime Araújo Rentería
Jaime Araújo Rentería (La Paz (Cesar), 1956) es un abogado y político colombiano. Ha sido magistrado de la Corte Constitucional de Colombia y del Consejo Nacional Electoral (Colombia). Araújo Rentería fue aspirante desde el 4 de mayo de 2009 a las Elecciones presidenciales de Colombia de 2010 y aunque mantiene orígenes en el Partido Liberal Colombiano, fue candidato por el partido de la Alianza Social Afrocolombiana (ASA). Ha sido un férreo crítico al gobierno del expresidente Álvaro Uribe.

## Trayectoria
Araújo Rentería es abogado de la Universidad Externado de Colombia con especializaciones en Derecho Constitucional, en Derecho Internacional Humanitario de la Universidad Santo Tomás, en Ciencias Penales de la Universidad Externado de Colombia, Derecho Financiero de la Universidad de Los Andes (Colombia). También realizó cursos en Ciencias Administrativas en la Universidad de Roma La Sapienza y un diplomado Post Universitario en Estudios Europeos en el Instituto de Estudios Europeo "Alcide de Gasperi".

## Reaparición en el escenario político
El 20 de febrero de 2018, a través de una rueda de prensa, la candidata a la presidencia de la República de Colombia Piedad Córdoba, anunció formalmente que el exmagistrado de la Corte Constitucional Jaime Araújo Rentería sería su fórmula vicepresidencial para las elecciones que se llevaron a cabo en el mes de mayo de ese año.